# Sisyropa curvipes
Sisyropa curvipes är en tvåvingeart som först beskrevs av Wulp 1893.  Sisyropa curvipes ingår i släktet Sisyropa och familjen parasitflugor. Inga underarter finns listade i Catalogue of Life.